# 奧斯特里夫 (杜布諾區)
50°25′5″N 26°1′2″E / 50.41806°N 26.01722°E
奧斯特里夫（烏克蘭語：Острів），是烏克蘭的村落，位於該國西北部羅夫諾州，由杜布諾區負責管轄，面積0.54平方公里，海拔高度220米，2001年人口494，人口密度每平方公里914.8人。